# Hospital Universitário de Jundiaí
O Hospital Universitário é referência na Aglomeração Urbana de Jundiaí e atende a cerca de dezesseis cidades vizinhas. Fruto da reforma e modernização do antigo e desativado Hospital Santa Rita, foi inaugurado em 03 de outubro de 2003. Seu foco é a saúde da mulher e da criança, sendo suas especialidades a ginecologia, obstetrícia e pediatria. Possui 8 mil metros quadrados de área construída, 15 mil metros quadrados de área total e cerca de 250 colaboradores. Oferece ainda os serviços de raio-x e ultrassom. Localiza-se ao final da rua Siracusa, no bairro Vianelo-Bonfiglioli.